# Grundarfjörður
Zasugerowano, aby zintegrować ten artykuł z artykułem  Grundarfjarðarbær. Nie opisano powodu propozycji integracji.
Grundarfjörður – miejscowość w zachodniej Islandii, na północnym wybrzeżu półwyspu Snæfellsnes, nad zatoką Grundarfjörður (część zatoki Breiðafjörður). Na początku 2018 roku zamieszkiwało je 834 osoby. Przez miasto przebiega droga nr 54 łącząca Ólafsvík (gmina Snæfellsbær) ze Stykkishólmur.
Na zachód od miejscowości znajduje się charakterystyczna góra Kirkjufell oraz wodospady Kirkjufossar.

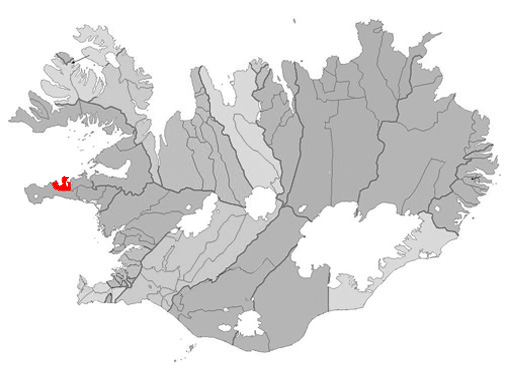
Położenie gminy Grundarfjarðarbær

## Ludność Grundarfjörður
| Data            | Ludność |
| --------------- | ------- |
| 1 grudnia 1981: | 792     |
| 1 grudnia 1997: | 920     |
| 1 grudnia 2003: | 936     |
| 1 grudnia 2004: | 938     |
| 1 grudnia 2005: | 974     |